# William Tisdale
William Tisdale a volte citato anche come Tisdall, (1570 circa – Londra, 1603  o 1605) è stato un compositore inglese di musiche per virginale.

## Biografia
Poco si conosce sulla sua vita se non quanto emerge dalle sue composizioni pervenute a noi. Due William Tisdale morirono a Londra nei primi anni del XVII secolo; uno morì nel 1603 e l'altro due anni dopo.
Tutte le composizioni di Tisdale a noi note sono rappresentate da cinque pezzi contenuti nel Fitzwilliam Virginal Book e due presenti nel John Bull Virginal Book legato al compositore inglese John Bull.
Per il suo inserimento nel Fitzwilliam Virginal Book, Tisdale dovrebbe essere stato, senza dubbio, amico di Tregian appartenente ad una famiglia della Cornovaglia. Anche indicativo del suo rapporto con questa famiglia, che non accettò di passare alla religione anglicana, è l'inserimento in questa antologia del ricco pezzo cromatico, Mrs Katherin Tregians Paven, probabilmente scritto in occasione della morte della madre di Francis Tregian il vecchio, Katherine Arundell.

## Musica
Dal Fitzwilliam Virginal Book:
- Almand (213)
- Pavana Chromatica: Mrs Katherin Tregians Paven (214)
- Pavana: Clement Cotton (219)
- Pavana (220)
- Galiarda (295)

Dal John Bull Virginal Book:
- [Coranto] (3)
- [Coranto] (4)